# Brya buxifolia
Brya buxifolia är en ärtväxtart som först beskrevs av Johan Andreas Murray, och fick sitt nu gällande namn av Ignatz Urban. Brya buxifolia ingår i släktet Brya och familjen ärtväxter. Inga underarter finns listade i Catalogue of Life.